# Piotr Chodakowski
Piotr Chodakowski herbu Dołęga – podstarości ostrzeszowski, komornik ziemski wieluński, skarbnik ostrzeszowski w latach 1787–1793, konsyliarz konfederacji targowickiej z ziemi wieluńskiej w 1792 roku.
Poseł na sejm 1784 roku z ziemi wieluńskiej.